# Naomi Broady
Naomi Broady (Stockport, 28 febbraio 1990) è una tennista britannica inattiva dal 2021.
Grazie al suo fisico imponente e massiccio, caratterizzato da un'altezza di 190 cm ed un peso di 82 kg, riesce spesso a prevalere sulle avversarie (quasi sempre molto più minute di lei) nella copertura del campo. Sempre grazie a questa sua caratteristica, ha una grandissima forza nelle lunghe e possenti leve: le braccia le permettono di fare tiri potenti e veloci, e le gambe le permettono di avere una solida presa sul terreno. Data la sua gigantesca mole, tuttavia, è anche molto lenta, macchinosa e poco agile nei movimenti, cosa che in questo caso avvantaggia le avversarie più minute, a suo svantaggio. Viene soprannominata "la gigantessa di Stockport".

## Biografia
Naomi Broady ha una sorella e due fratelli, uno dei quali è anch'egli tennista professionista (Liam Broady). Ha iniziato a giocare all'età di 7 anni. Predilige i campi d'erba.
A livello juniores ha vinto 7 titoli nel singolare e 12 nel doppio. Professionista dal 2005, ha raggiunto il best ranking nel 2016 (posizione numero 76 nella classifica WTA).

## Statistiche WTA

### Doppio

#### Vittorie (1)
| Legenda               |
| --------------------- |
| Grande Slam (0)       |
| Ori Olimpici (0)      |
| WTA Finals (0)        |
| Premier Mandatory (0) |
| Premier 5 (0)         |
| Premier (0)           |
| International (1)     |

| N. | Data          | Torneo                    | Superficie | Compagna            | Avversarie in finale            | Punteggio        |
| 1. | 8 aprile 2018 | Monterrey Open, Monterrey | Cemento    | Sara Sorribes Tormo | Desirae Krawczyk Giuliana Olmos | 3-6, 6-4, [10-8] |

#### Sconfitte (1)
| Legenda               |
| --------------------- |
| Grande Slam (0)       |
| Argenti Olimpici (0)  |
| WTA Finals (0)        |
| Premier Mandatory (0) |
| Premier 5 (0)         |
| Premier (0)           |
| International (1)     |

| N. | Data            | Torneo                    | Superficie | Compagna       | Avversarie in finale         | Punteggio |
| 1. | 16 ottobre 2016 | Hong Kong Open, Hong Kong | Cemento    | Heather Watson | Chan Hao-ching Chan Yung-jan | 3-6, 1-6  |

## Circuito WTA 125

### Doppio

#### Sconfitte (2)
| N. | Data             | Torneo                                          | Superficie    | Compagna         | Avversarie in finale                 | Punteggio           |
| 1. | 19 novembre 2017 | OEC Taipei Ladies Open, Taipei                  | Sintetico (i) | Monique Adamczak | Veronika Kudermetova Aryna Sabalenka | 6-2, 6(5)-7, [6-10] |
| 2. | 22 aprile 2018   | Biyuan Zhengzhou Women's Tennis Open, Zhengzhou | Cemento       | Yanina Wickmayer | Duan Yingying Wang Yafan             | 6(5)-7, 3-6         |

## Statistiche ITF

### Singolare

#### Vittorie (9)
| Torneo $100.000 (1) |
| Torneo $80.000 (0)  |
| Torneo $75.000 (0)  |
| Torneo $60.000 (0)  |
| Torneo $50.000 (1)  |
| Torneo $25.000 (3)  |
| Torneo $15.000 (0)  |
| Torneo $10.000 (4)  |

| N. | Data             | Torneo                                                             | Superficie  | Avversaria in finale   | Punteggio        |
| 1. | 1º febbraio 2009 | Open GDF Suez De L'Isere, Grenoble                                 | Cemento (i) | Youlia Fedossova       | 6–4, 6–2         |
| 2. | 29 novembre 2009 | Abierto Femenil de Tenis Puebla de Los Angeles, Puebla de Zaragoza | Cemento     | Ajla Tomljanović       | 7–6(4), 6–3      |
| 3. | 6 dicembre 2009  | Copa Occindetal Miramar, L'Avana                                   | Cemento     | Jana Koroleva          | 6-2, 6-0         |
| 4. | 13 dicembre 2009 | Copa Occindetal Miramar, L'Avana                                   | Cemento     | Valentine Confalonieri | 6–2, 6–2         |
| 5. | 23 marzo 2014    | Jolie Ville Golf Women's, Sharm el-Sheikh                          | Cemento     | Vitalija D'jačenko     | 6-2, 3-0 rit.    |
| 6. | 26 aprile 2014   | Namangan Women's Tournament, Namangan                              | Cemento     | Nigina Abduraimova     | 6-3, 6-4         |
| 7. | 11 maggio 2014   | Fukuoka International Women's Cup, Fukuoka                         | Erba        | Kristýna Plíšková      | 5–7, 6–3, 6–4    |
| 8. | 10 agosto 2015   | Koser Jewelers Pro Circuit Tennis Challenge, Landisville           | Cemento     | Robin Anderson         | 4–6, 6–4, 7–6(5) |
| 9. | 1º febbraio 2016 | Dow Corning Tennis Classic, Midland                                | Cemento (i) | Robin Anderson         | 6(6)–7, 6–0, 6–2 |

#### Sconfitte (10)
| Torneo $100.000 (1) |
| Torneo $80.000 (0)  |
| Torneo $75.000 (1)  |
| Torneo $60.000 (0)  |
| Torneo $50.000 (0)  |
| Torneo $25.000 (2)  |
| Torneo $15.000 (0)  |
| Torneo $10.000 (6)  |

| N.  | Data              | Torneo                                                | Superficie  | Avversaria in finale | Punteggio           |
| 1.  | 10 maggio 2009    | AEGON Pro Series Edinburgh, Edimburgo                 | Terra rossa | Tímea Babos          | 4-6, 7-6(3), 6(8)-7 |
| 2.  | 12 settembre 2010 | Torneo Internacional Femenino Villa de Madrid, Madrid | Cemento     | Marta Sirotkina      | 6-4, 4-6, 4-6       |
| 3.  | 16 gennaio 2011   | AEGON Pro Series Glasgow, Glasgow                     | Cemento (i) | Jasmina Tinjić       | 2-6, 2-6            |
| 4.  | 30 gennaio 2011   | Open GDF Suez De L'Isere, Grenoble                    | Cemento (i) | Marta Domachowska    | 4-6, 4-6            |
| 5.  | 21 maggio 2011    | Kültürpark Cup, Smirne                                | Cemento     | Mihaela Buzărnescu   | 5-7, 4-6            |
| 6.  | 29 aprile 2012    | AEGON Pro Series Bournemouth, Bournemouth             | Terra rossa | Jade Windley         | 3-6, 4-6            |
| 7.  | 10 marzo 2013     | Jolie Ville Golf Women's, Sharm el-Sheikh             | Cemento     | Dar'ja Mironova      | 6(2)-7, 6–2, 6(4)-7 |
| 8.  | 16 marzo 2014     | Jolie Ville Golf Women's, Sharm el-Sheikh             | Cemento     | Vitalija D'jačenko   | 6-3, 4-6, 1-6       |
| 9.  | 27 settembre 2015 | Coleman Vision Tennis Championships, Albuquerque      | Cemento     | Michaëlla Krajicek   | 7–6(2), 6(3)-7, 5–7 |
| 10. | 5 febbraio 2017   | Dow Corning Tennis Classic, Midland                   | Cemento (i) | Tatjana Maria        | 4-6, 7-6(8), 4-6    |

### Doppio

#### Vittorie (20)
| Torneo $100.000 (1) |
| Torneo $80.000 (0)  |
| Torneo $75.000 (1)  |
| Torneo $60.000 (3)  |
| Torneo $50.000 (2)  |
| Torneo $25.000 (9)  |
| Torneo $15.000 (0)  |
| Torneo $10.000 (4)  |

| N.  | Data              | Torneo                                                   | Superficie    | Compagna            | Avversarie in finale                  | Punteggio           |
| 1.  | 10 novembre 2007  | AEGON Pro Series Redbridge, Redbridge                    | Cemento (i)   | Patrycja Sanduska   | Daniëlle Harmsen Renée Reinhard       | 0–6, 6–1, [10–5]    |
| 2.  | 19 aprile 2008    | Bluesun Bol Ladies Open, Bol                             | Terra rossa   | Amra Sadiković      | Tina Obrez Anja Prislan               | 6–4, 6–3            |
| 3.  | 9 maggio 2009     | AEGON Pro Series Edinburgh, Edimburgo                    | Terra rossa   | Elizabeth Thomas    | Helene Auensen Volha Duko             | 3–6, 6–3, [10–7]    |
| 4.  | 11 settembre 2010 | Torneo Internacional Femenino Villa de Madrid, Madrid    | Cemento       | Emily Webley-Smith  | Jennifer Ren Marta Sirotkina          | 6-2, 6-3            |
| 5.  | 20 maggio 2011    | Kültürpark Cup, Smirne                                   | Cemento       | Lisa Whybourn       | Mihaela Buzărnescu Tereza Mrdeža      | 3–6, 7–6(4), [10–7] |
| 6.  | 13 novembre 2011  | Hart Open, Opole                                         | Sintetico (i) | Kristina Mladenovic | Paula Kania Magda Linette             | 7-6(5), 6-4         |
| 7.  | 20 novembre 2011  | Slovak Open, Bratislava                                  | Cemento (i)   | Kristina Mladenovic | Karolína Plíšková Kristýna Plíšková   | 5–7, 6–4, [10–2]    |
| 8.  | 18 maggio 2013    | Bankaltim Women's Circuit, Balikpapan                    | Cemento       | Teodora Mirčić      | Chen Yi Xu Yifan                      | 6-3, 6–3            |
| 9.  | 25 maggio 2013    | Walikota Tarakan Open, Tarakan                           | Cemento (i)   | Teodora Mirčić      | Tang Haochen Tian Ran                 | 6–2, 1–6, [10–5]    |
| 10. | 6 luglio 2013     | FSP Gold River Women's Challenger, Sacramento            | Cemento       | Storm Sanders       | Robin Anderson Lauren Embree          | 6-3, 6-4            |
| 11. | 19 ottobre 2013   | Governor's Cup Lagos, Lagos                              | Cemento       | Emily Webley-Smith  | Fatma Al-Nabhani Cristina Dinu        | 3–6, 6–4, [10–7]    |
| 12. | 3 novembre 2013   | AEGON Pro Series Barnstaple, Barnstaple                  | Cemento (i)   | Kristýna Plíšková   | Ioana Raluca Olaru Tamira Paszek      | 6-3, 3-6, [10-5]    |
| 13. | 10 maggio 2015    | Fukuoka International Women's Cup, Fukuoka               | Erba          | Kristýna Plíšková   | Eri Hozumi Junri Namigata             | 6-3, 6-4            |
| 14. | 20 maggio 2017    | Empire Trnava Cup, Trnava                                | Terra rossa   | Heather Watson      | Chuang Chia-jung Renata Voráčová      | 6-3, 6-2            |
| 15. | 13 maggio 2018    | Fukuoka International Women's Cup, Fukuoka               | Sintetico     | Asia Muhammad       | Tara Moore Amra Sadiković             | 6-2, 6-0            |
| 16. | 20 maggio 2018    | Kurume Best Amenity International Women's Tennis, Kurume | Sintetico     | Asia Muhammad       | Katy Dunne Abigail Tere-Apisah        | 6-2, 6-4            |
| 17. | 21 settembre 2018 | Team Luke Hope for Minds Tennis Classic, Lubbock         | Cemento       | Nadia Podoroska     | Vladica Babic Hayley Carter           | 3–6, 6–2, [10–8]    |
| 18. | 11 maggio 2019    | Fukuoka International Women's Cup, Fukuoka               | Sintetico     | Heather Watson      | Kristie Ahn Alison Bai                | w/o                 |
| 19. | 25 maggio 2019    | Karuizawa Yonex Open, Karuizawa                          | Sintetico     | Ayaka Okuno         | Erina Hayashi Momoko Kobori           | 6–3, 2–6, [10–7]    |
| 20. | 12 ottobre 2019   | Open Feminin 50, Cherbourg-en-Cotentin                   | Cemento (i)   | Samantha Murray     | Myrtille Georges Kimberley Zimmermann | 6–3, 6-2            |

#### Sconfitte (15)
| Torneo $100.000 (4) |
| Torneo $80.000 (0)  |
| Torneo $75.000 (0)  |
| Torneo $60.000 (0)  |
| Torneo $50.000 (4)  |
| Torneo $25.000 (6)  |
| Torneo $15.000 (0)  |
| Torneo $10.000 (1)  |

| N.  | Data             | Torneo                                                                          | Superficie  | Compagna            | Avversarie in finale                      | Punteggio           |
| 1.  | 5 giugno 2010    | AEGON Trophy, Nottingham                                                        | Erba        | Katie O'Brien       | Sarah Borwell Raquel Kops-Jones           | 3–6, 6–2, [7–10]    |
| 2.  | 30 aprile 2011   | Karshi Womens, Karshi                                                           | Cemento     | Isabella Holland    | Tetjana Arefjeva Evgenija Paškova         | 7–6(1), 5–7, [7–10] |
| 3.  | 13 marzo 2012    | Sheriff Jim Coats Clearwater Women's Open, Clearwater                           | Cemento     | Heather Watson      | Ekaterine Gorgodze Al'jona Sotnikova      | 3–6, 2–6            |
| 4.  | 22 aprile 2012   | Namangan Women's Tournament, Namangan                                           | Cemento     | Paula Kania         | Oksana Kalašnikova Marta Sirotkina        | 2-6, 5-7            |
| 5.  | 14 maggio 2012   | Open International Féminin Midi-Pyrénées Saint-Gaudens Comminges, Saint-Gaudens | Terra rossa | Julia Glushko       | Vesna Dolonc Irina Chromačëva             | 2-6, 0-6            |
| 6.  | 2 marzo 2013     | Jolie Ville Golf Women's, Sharm el-Sheikh                                       | Cemento     | Ana Veselinović     | Ilka Csöregi Zarah Razafimahatratra       | 5-7, 3-6            |
| 7.  | 13 luglio 2013   | Yakima Regional Hospital Challenger, Yakima                                     | Cemento     | Irina Falconi       | Jan Abaza Allie Will                      | 5–7, 6–3, [3–10]    |
| 8.  | 22 febbraio 2014 | AEGON Pro Series Nottingham, Nottingham                                         | Cemento (i) | Renata Voráčová     | Jocelyn Rae Anna Smith                    | 6(6)-7, 4–6         |
| 9.  | 11 maggio 2014   | Fukuoka International Women's Cup, Fukuoka                                      | Erba        | Eléni Daniilídou    | Shūko Aoyama Eri Hozumi                   | 3-6, 4-6            |
| 10. | 11 aprile 2015   | AEGON Pro Series Barnstaple, Barnstaple                                         | Cemento (i) | Ekaterina Byčkova   | Stéphanie Foretz Ana Vrljić               | 2–6, 7–5, [7–10]    |
| 11. | 1º febbraio 2016 | Dow Corning Tennis Classic, Midland                                             | Cemento (i) | Shelby Rogers       | Catherine Bellis Ingrid Neel              | 2-6, 4-6            |
| 12. | 17 luglio 2017   | President's Cup, Astana                                                         | Cemento     | Ysaline Bonaventure | Natela Dzalamidze Veronika Kudermetova    | 2-6, 0-6            |
| 13. | 17 giugno 2018   | Manchester Trophy, Manchester                                                   | Erba        | Asia Muhammad       | Luksika Kumkhum Prarthana Thombare        | 6(5)-7, 3-6         |
| 14. | 17 agosto 2019   | Vancouver Open, Vancouver                                                       | Cemento     | Erin Routliffe      | Nao Hibino Miyu Katō                      | 2-6, 2-6            |
| 15. | 13 febbraio 2021 | Ilana Kloss International, Potchefstroom                                        | Cemento     | Eden Silva          | Lesley Pattinama Kerkhove Bibiane Schoofs | 6-4, 3-6, [6-10]    |

## Risultati in progressione
| Sigla | Risultato               |
| ----- | ----------------------- |
| V     | Vincitore               |
| F     | Finalista               |
| SF    | Semifinalista           |
| O     | Oro olimpico            |
| A     | Argento olimpico        |
| SF    | Bronzo olimpico         |
| QF    | Quarti di Finale        |
| 4T    | Quarto turno            |
| 3T    | Terzo turno             |
| 2T    | Secondo turno           |
| 1T    | Primo turno             |
| RR    | Round Robin             |
| LQ    | Turno di qualificazione |
| A     | Assente                 |
| ND    | Non disputato           |

| Legenda superfici    |
| -------------------- |
| Cemento              |
| Terra battuta        |
| Erba                 |
| Superficie variabile |

### Singolare nei tornei del Grande Slam
| Torneo                 | 2008 | 2009 | 2010 | 2011 | 2012 | 2013 | 2014 | 2015 | V–S |
| ---------------------- | ---- | ---- | ---- | ---- | ---- | ---- | ---- | ---- | --- |
| Tornei del Grande Slam |      |      |      |      |      |      |      |      |     |
| Australian Open        | A    | A    | A    | A    | Q2   | A    | A    | A    | 0–0 |
| Open di Francia        | A    | A    | A    | A    | Q1   | A    | A    |      | 0–0 |
| Wimbledon              | Q1   | Q1   | Q1   | 1T   | 1T   | Q2   | 2T   |      | 1–3 |
| US Open                | A    | A    | A    | Q3   | Q1   | A    | Q1   |      | 0–0 |
| Vittorie-sconfitte     | 0–0  | 0–0  | 0–0  | 0–1  | 0–1  | 0–0  | 1–1  | 0-0  | 1–3 |

### Doppio nei tornei del Grande Slam
| Torneo          | 2009 | 2010 | 2011 | 2012 | 2013 | 2014 | 2015 | V–S |
| --------------- | ---- | ---- | ---- | ---- | ---- | ---- | ---- | --- |
| Australian Open | A    | A    | A    | A    | A    | A    | A    | 0-0 |
| Open di Francia | A    | A    | A    | A    | A    | A    |      | 0-0 |
| Wimbledon       | A    | 1T   | 1T   | 1T   | A    | 1T   |      | 0-4 |
| US Open         | A    | A    | A    | A    | A    | A    |      | 0-0 |
| Totale          | 0-0  | 0-1  | 0-1  | 0-1  | 0-0  | 0-1  | 0-0  | 0-4 |

### Doppio misto nei tornei del Grande Slam
| Torneo          | 2009 | 2010 | 2011 | 2012 | 2013 | 2014 |
| --------------- | ---- | ---- | ---- | ---- | ---- | ---- |
| Australian Open | A    | A    | A    | A    | A    | A    |
| Open di Francia | A    | A    | A    | A    | A    | A    |
| Wimbledon       | A    | A    | A    | A    | A    | QF   |
| US Open         | A    | A    | A    | A    | A    | A    |